# Tamm (Württemberg)
Tamm (Württemberg) (niem: Bahnhof Tamm (Württemberg), oficjalnie Tamm (Württ)) – stacja kolejowa w Tamm, w regionie Badenia-Wirtembergia, w Niemczech. Znajduje się w km 20,2 linii Frankenbahn, będąc częścią systemu S-Bahn w Stuttgarcie. 
Według klasyfikacji Deutsche Bahn posiada kategorię 4.

## Opis
Stacja jest obsługiwana przez linię S 5 S-Bahn w Stuttgarcie. Tor 1 jest używany przez pociągi w kierunku Ludwigsburga. Tor 2 obsługuje pociągi S-Bahn do Stuttgartu, a na torze 3 do Bietigheim. Tor 4 ma jest wykorzystywany wyłącznie dla przejeżdżających pociągów w kierunku Bietigheim.

## Linie kolejowe
- Frankenbahn